# Perikatan Nasional
Perikatan Nasional, abreujat PN (lit. ‘Aliança nacional’) és una coalició política de Malàisia formada pel Partit Unificat Natiu de Malàisia (BERSATU), el Partit Islàmic de Malàisia (STAR), el Partit de Solidaritat Patria (PAS) i el Partit Progressista de Sabah (SAPP) i el Partit del Moviment Popular de Malàisia.
Perikatan Nasional es va formar a l'inici de la crisi política de Malàisia del 2020 amb la intenció de substituir el govern de Pakatan Harapan. El rei de Malàisia, Abdullah Shah, va nomenar llavors Muhyiddin Yassin, líder de facto del PN, primer ministre de Malàisia, portant l'aliança política informal al poder. La coalició forma el govern governant a Malàisia de març del 2020 a l'agost del 2021, fins que Muhyiddin Yassin va dimitir com a primer ministre després que l’Organització Nacional dels Malais Units (UMNO) li va donar suport, privant el PN de la seva majoria al parlament.

## Composició
| Logotip | Nom | Nom      | Nom                                                                   | Ideologia    | Posicionament                   | Cap(s)               |
| ------- | --- | -------- | --------------------------------------------------------------------- | ------------ | ------------------------------- | -------------------- |
|         |     | BERSATU  | Partit Unit Natiu de Malàisia Parti Pribumi Bersatu Malaysia          | Nacionalisme | Centrisme radical a Centredreta | Muhyiddin Yassin     |
|         |     | NO       | Partit Islàmic de Malàisia Parti Islam Se-Malaysia                    | Islamisme    | Extrema dreta                   | Abdul Hadi Awang     |
|         |     | GERAKAN  | Partit del Moviment Popular de Malàisia Parti Gerakan Rakyat Malaysia | Liberalisme  | Centredreta                     | Dominic Lau Hoe Chai |
|         |     | SAPP     | Partit progressista de Sabah Parti Maju Sabah                         | Regionalisme | Centredreta                     | Yong Teck Lee        |
|         |     | ESTRELLA | Partit Solidaritat Pàtria Parti Solidariti Tanah Airku                | Regionalisme | Centredreta                     | Jeffrey Kitingan     |